# Isadora
 Isadora  (original:The Loves of Isadora) és una pel·lícula franco-britànica dirigida per Karel Reisz, estrenada el 1968 i doblada al català i que tracta sobre la vida de la ballarina Isadora Duncan.

## Argument
El 1927, Isadora Duncan s'ha convertit en una llegenda com l'innovadora de la dansa moderna, una bohèmia temperamental, i una oberta defensora de l'amor lliure. Ara, després dels 40, viu en la pobresa en un petit hotel a la Riviera francesa amb el seu company Maria Estelle Dempsey (només com Maria en la pel·lícula) i el seu secretari Roger, a qui està dictant les seves memòries. Quan era una nena a Califòrnia, Isadora ja demostra el seu menyspreu per les normes socials acceptades, cremant el certificat de matrimoni dels seus pares i prometent dedicar-se a la recerca de l'art i la bellesa. El 1896, actua sota el nom de Peppy Dora en una sala de música sorollosa de Xicago i públicament avergonyeix el gerent del teatre a pagar els seus 300 dòlars perquè pugui portar a la seva família a Anglaterra. Modelant el seu estil lliure de dansa i vestuari a partir del classicisme grec, adquireix ràpidament el reconeixement internacional.

## Repartiment
- Vanessa Redgrave: Isadora Duncan
- John Fraser: Roger
- James Fox: Craig
- Jason Robards: Singer
- Zvonimir Crnko: Essenin
- Vladimir Leskovar: Bugatti
- Cynthia Harris: Mary Desti
- Bessie Love: Mme Duncan
- Tony Vogel: Raymond Duncan
- Libby Glenn: Elizabeth Duncan

## Premis i nominacions

### Premis
- 1969.  Premi a la interpretació femenina al Festival de Cannes per Vanessa Redgrave

### Nominacions
- 1969. Oscar a la millor actriu per Vanessa Redgrave
- 1969. Palma d'Or al Festival Internacional de Cinema de Cannes per Karel Reisz
- 1969. Globus d'Or a la millor actriu dramàtica per Vanessa Redgrave
- 1970. BAFTA al millor actor per Ruth Myers
- 1970. BAFTA al millor so per Terry Rawlings